# Abeille des Aydes Blois Basket
O Abeille des Aydes Blois Basket, é um clube profissional de basquetebol sediado na cidade de Blois, Loir-et-Cher, França que atualmente disputa a LNB ProB. Foi fundado em 1907 e manda seus jogos na Complexo Esportivo Saint-Jorge com capacidade de 900 espectadores.

## Temporada por Temporada
| Temporada | Nível | Liga     | Pos. | Pós Temporada                  |
| --------- | ----- | -------- | ---- | ------------------------------ |
| 2007-08   | 3     | NM1      | 3    |                                |
| 2008-09   | 3     | NM1      | 6    |                                |
| 2009-10   | 3     | NM1      | 8    | Quartas de Finais              |
| 2010–11   | 3     | NM1      | 12   |                                |
| 2011–12   | 3     | NM1      | 5    | Playoffs de Promoção finalista |
| 2012–13   | 3     | NM1      | 4    | Playoffs de Promoção finalista |
| 2013–14   | 3     | NM1      | 8    | Quartas de Finais              |
| 2014-15   | 3     | NM1      | 8    | Playoffs de Promoção finalista |
| 2015-16   | 3     | NM1      | 1    | Promovidocampeão               |
| 2016-17   | 2     | LNB ProB | 9    |                                |
| 2017-18   | 2     | LNB ProB | 1    | Campeão                        |
| 2018-19   | 2     | LNB ProB | 7    | Quartas de Finais              |
| 2019-20   | 2     | LNB ProB |      | Cancelado                      |
| 2020-21   | 2     | LNB ProB |      |                                |